# FlyFirefly
FlyFirefly Sdn. Bhd. è una compagnia aerea regionale malaysiana a basso costo costituita nel 2007 e con sede legale a Subang Jaya, Malaysia. Opera voli nazionali e internazionali con il marchio commerciale Firefly. L'aeroporto principale della compagnia e sede della stessa  è l'aeroporto di Subang-Sultano Abdul Aziz Shah.
Operativa dal 3 aprile 2007, la FlyFirefly è una azienda controllata dalla Malaysian Airline System; opera dagli aeroporti di Penang e di Subang, da cui vola anche in code sharing con Malaysia Airlines, verso destinazioni nazionali in Malaysia, verso il sud della Thailandia, Singapore e Sumatra in Indonesia all'interno del cosiddetto triangolo di crescita Indonesia-Malaysia-Thailandia, conosciuto in inglese come l'Indonesia-Malaysia-Thailand Growth Triangle o IMT-GT.

## Destinazioni
Firefly offre voli nazionali da Penang a Langkawi, Kota Bharu, Subang e alle destinazioni internazionali Banda Aceh in Indonesia e Phuket in Thailandia. I suoi voli da Subang servono Penang, Langkawi, Alor Setar, Johor Bahru, Kuala Terengganu, Kota Bharu e Singapore.
La compagnia aerea ha gestito brevemente aerei a reazione nel 2011, offrendo voli a Kota Kinabalu, Kuching, Sandakan e Sibu dall'aeroporto Internazionale di Kuala Lumpur e a livello Internazionale a Bandung e Surabaya via Johor Bahru. Agendo come controllata a basso costo per la Malaysia Airlines, la compagnia aveva pianificato di includere destinazioni in Vietnam, Cambogia, Laos, Filippine, Cina, India e Taiwan entro il 2015.
A livello nazionale, la compagnia in precedenza serviva una vasta connessione intra-peninsulare dal suo hub secondario a Penang e Johor Bahru nella maggior parte delle principali città della Malesia peninsulare. Tuttavia, a seguito di una ristrutturazione aziendale, Firefly ha deciso di porre fine alle sue operazioni con aerei a reazione entro il 2012.
Firefly gestisce gli unici voli passeggeri programmati dall'aeroporto di Seletar di Singapore dal 2019, volando verso il suo hub di Subang usando aerei a turboelica.
Nell'ottobre 2020, la società ha annunciato la ripresa dei servizi con aerei a turboventola dal gennaio 2021. Concentrando le rotte secondarie dall'aeroporto Internazionale di Penang, Firefly ha selezionato Kota Kinabalu, Kuching e Johor Bahru come destinazioni pioniere. Nel marzo 2022, Firefly aveva annunciato voli da Penang a Kota Kinabalu e Kuching usando dei Boeing 737-800 a partire dall'aprile 2022.
Oltre questo, Firefly ha affermato di avere anche in programma di rendere l'aeroporto Internazionale di Kota Kinabalu suo hub secondario entro il 2023.

## Flotta

### Flotta attuale

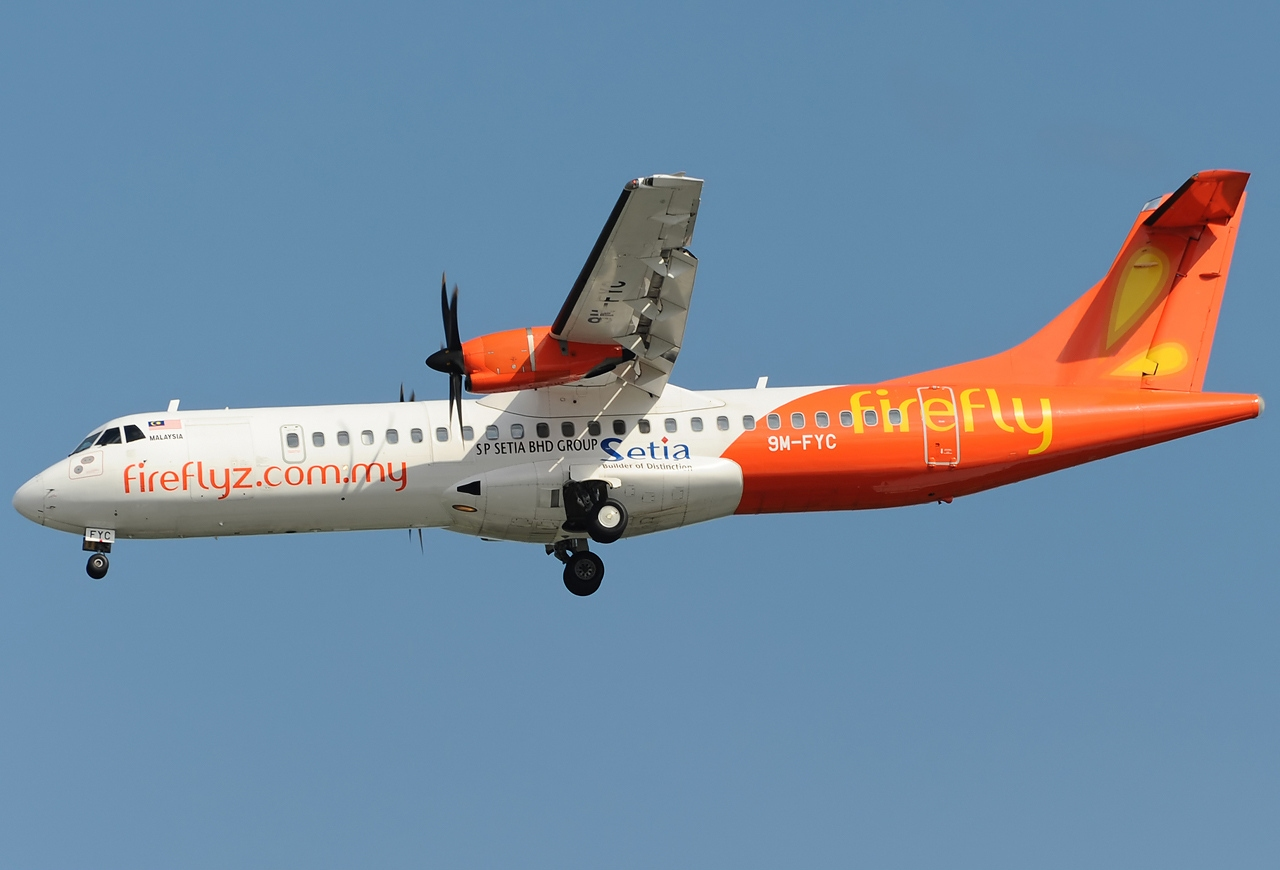
Un ATR 72-500.

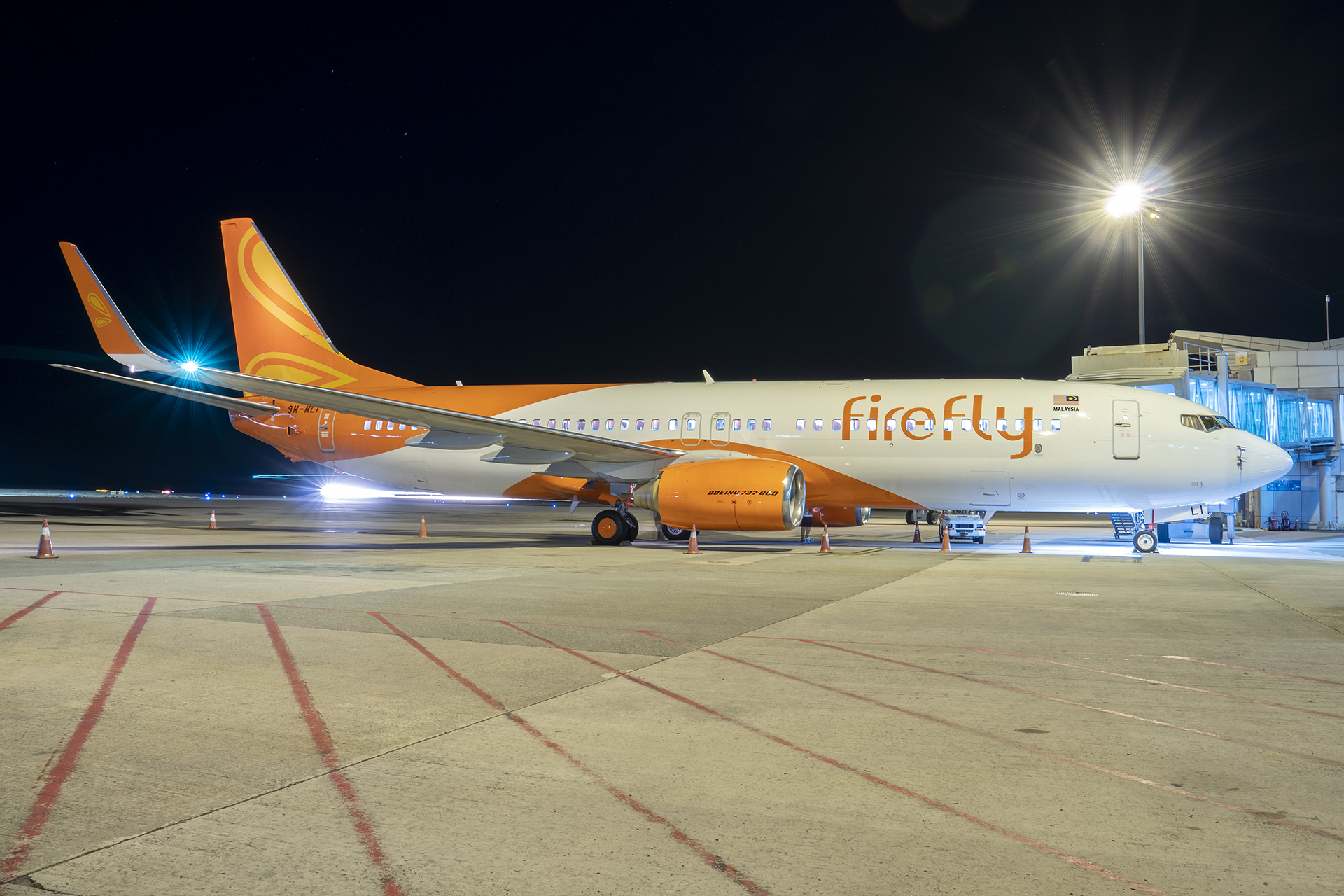
Un Boeing 737-800.

Ad ottobre 2024 la flotta di Firefly è così composta:

### Flotta storica
Firefly operava in precedenza con i seguenti aeromobili: